# Semiothisa translineata
Semiothisa translineata är en fjärilsart som beskrevs av Walker 1866. Semiothisa translineata ingår i släktet Semiothisa och familjen mätare. Inga underarter finns listade i Catalogue of Life.